# Mannen i skuggan (1978)
Mannen i skuggan är en svensk drama- och thrillerfilm från 1978 i regi av Arne Mattsson. I rollerna ses bland andra Helmut Griem, Slobodan Dimitrijevic och Gunnel Fred.

## Om filmen
Filmens förlaga var romanen Lastbilen av Per Wahlöö, första gången utgiven 1962. Romanen omarbetades till filmmanus av Wahlöö och Mattson och inspelningen ägde rum mellan den 20 mars och 18 maj 1977 i Portorož i dåvarande Jugoslavien (nuvarande Slovenien). Fotograf var Tony Forsberg och kompositör Wilfred Josephs. Filmen klipptes av John Trumper och Chris Welch och premiärvisades 9 september 1978 på biografen Cinema i Stockholm. Den är 116 minuter lång och i färg.
Filmen sågades av en enig kritikerkår.

## Handling
Filmen utspelar sig i Spanien 1965 under Francisco Francos tid vid makten.

## Rollista (urval)
- Helmut Griem – Willi Mohr
- Slobodan Dimitrijevic – Santiago, fiskare
- Gunnel Fred – Siglinde, Mohrs vän
- Ivan Tchenko – Ramon, fiskare
- Richard Warwick – Tornilla, polissergeant
- John Hamill – Dan Pedersen, författare, Siglindes man
- Ivo Pajer – Pujol
- Zvonimir Zoricic – medlem av hemliga polisen
- Igor Galo – medlem av hemliga polisen
- Mile Rupcić – Cabo
- Mirko Vojkovic – Pedro
- Franjo Stefulj – Jacinto
- Demeter Bitenc – Berg
- Vida Jerman – Mrs. Berg
- Branko Spoljar – Thorpe

### Fotnoter
1. 1 2 3 4  ”Mannen i skuggan”. Svensk Filmdatabas. http://sfi.se/sv/svensk-filmdatabas/Item/?itemid=5026&type=MOVIE&iv=Basic&ref=/templates/SwedishFilmSearchResult.aspx?id%3d1225%26epslanguage%3dsv%26searchword%3dmannen+i+skuggan%26type%3dMovieTitle%26match%3dBegin%26page%3d1%26prom%3dFalse. Läst 4 maj 2013.